# Blues & Love Summer Tour 2019
Il Blues & Love Summer Tour 2019 è un tour celebrativo della cantautrice romana Noemi in occasione del suo primo decennale di carriera, a sostegno del suo repertorio, delle sue influenze musicali e della sua versione del brano Domani è un altro giorno, colonna sonora dell'omonima pellicola cinematografica, presentata sul palco del SEAT Music Awards e nella manifestazione Tutti a scuola davanti al Presidente della Repubblica Sergio Mattarella, e vincitore sia del Premio BAFFOFF per la "Qualità interpretativa", che di un Nastro d'argento.

## Storia
Il tour, svolto nelle piazze, negli anfiteatri e centri sportivi e nei festival, con data zero l'8 giugno 2019 e data conclusiva il 30 settembre dello stesso anno, conta 31 tappe in regioni, durante quattro mesi.
Durante il tour vengono proposte canzoni del repertorio blues, funky e reggae, che hanno influenzato il percorso artistico della cantautrice romana, con rivisitazioni di Janis Joplin, Wilson Pickett, Marvin Gaye, James Brown, Amy Winehouse, Bob Marley, Stevie Wonder e tanti altri artisti, insieme ai classici del suo repertorio riarrangiati in chiave blues.

## Date
| Data              | Città                 | Regione               | Luogo                                                            |
| ----------------- | --------------------- | --------------------- | ---------------------------------------------------------------- |
| 08 giugno 2019    | Imola                 | Emilia-Romagna        | Piazza Matteotti                                                 |
| 22 giugno 2019    | Civitella Roveto      | Abruzzo               | Piazza San Giovanni                                              |
| 28 giugno 2019    | Senigallia            | Marche                | Caterraduno 2019                                                 |
| 30 giugno 2019    | Lucca                 | Toscana               | Lucca Summer Festival (a seguire sul palco Francesco De Gregori) |
| 2 luglio 2019     | Enna                  | Sicilia               | Piazza Europa                                                    |
| 06 luglio 2019    | San Venanzo           | Umbria                | Festival Incanto d'Estate                                        |
| 13 luglio 2019    | Melendugno            | Puglia                | Locomotive Jazz Festival                                         |
| 14 luglio 2019    | Porto Sant'Elpidio    | Marche                | Piazza Fratelli Cervi                                            |
| 21 luglio 2019    | Narcao                | Sardegna              | Narcao Blues Festival                                            |
| 24 luglio 2019    | Visciano              | Campania              | Piazza Lancellotti                                               |
| 26 luglio 2019    | Pontinia              | Lazio                 | Piazza Indipendenza                                              |
| 28 luglio 2019    | Torrenova             | Sicilia               | Piazza Mare                                                      |
| 04 agosto 2019    | Solarino              | Sicilia               | Piazza del Plebiscito                                            |
| 06 agosto 2019    | Tre Fontane           | Sicilia               | Piazza Favoroso                                                  |
| 08 agosto 2019    | Seminara              | Calabria              | Piazza Vittorio Emanuele III                                     |
| 10 agosto 2019    | Gallese               | Lazio                 | Piazza della Liberazione                                         |
| 11 agosto 2019    | Silanus               | Sardegna              | Piazza dei Mille                                                 |
| 15 agosto 2019    | Sauze d'Oulx          | Piemonte              | Scenario Montagna                                                |
| 17 agosto 2019    | Marina di Pietrasanta | Toscana               | La Versiliana (con la partecipazione di Vinicio Marchioni)       |
| 19 agosto 2019    | Isola di Albarella    | Veneto                | Centro Sportivo                                                  |
| 21 agosto 2019    | Porto Rotondo         | Sardegna              | Anfiteatro                                                       |
| 26 agosto 2019    | Carlentini            | Sicilia               | Piazza Armando Diaz                                              |
| 30 agosto 2019    | San Foca              | Puglia                | Locomotive Jazz Festival                                         |
| 31 agosto 2019    | Cervinara             | Campania              | Villa Comunale                                                   |
| 06 settembre 2019 | Quarrata              | Toscana               | Piazza Risorgimento                                              |
| 10 settembre 2019 | Collepasso            | Puglia                | Piazza Dante                                                     |
| 15 settembre 2019 | Udine                 | Friuli-Venezia Giulia | Piazza Libertà                                                   |
| 20 settembre 2019 | San Vito Lo Capo      | Sicilia               | Cous Cous Festival                                               |
| 22 settembre 2019 | Forlì                 | Emilia-Romagna        | Festival del Buon Vivere, Piazza Saffi                           |
| 28 settembre 2019 | Storo                 | Trentino-Alto Adige   | Centro Polifunzionale                                            |
| 30 settembre 2019 | Decimomannu           | Sardegna              | Piazza Santa Greca                                               |